# Джонатан Девід (футболіст)
Джонатан Девід (англ. Jonathan David; нар. 14 січня 2000, Бруклін) — канадський футболіст, центральний нападник італійського «Ювентуса».
Виступав, зокрема, за клуби «Гент» та «Лілль», а також національну збірну Канади.

## Клубна кар'єра
Народився 14 січня 2000 року в місті Бруклін. Вихованець футбольної школи клубу «Гент». Дорослу футбольну кар'єру розпочав 2018 року в основній команді того ж клубу.
11 серпня 2020 року Джонатан підписав п'ятирічний контракт з французьким клубом «Лілль».
4 липня 2025 року підписав контракт на п'ять років з «Ювентусом».

## Виступи за збірні
У 2017 році дебютував у складі юнацької збірної Канади (U-17), загалом на юнацькому рівні взяв участь у 3 іграх, відзначившись 2 забитими голами.
Того ж року залучався до складу молодіжної збірної Канади. На молодіжному рівні зіграв у 2 офіційних матчах.
Наступного, 2018 року дебютував в офіційних матчах у складі національної збірної Канади.

## Титули і досягнення
- Кращий бомбардир КОНКАКАФ 2019: (6 м'ячів)
- Найкращий бомбардир Чемпіонату Бельгії (1):

«Гент»:  2019-20
- Чемпіон Франції (1):

«Лілль»:  2020-21
- Володар Суперкубка Франції (1):

«Лілль»: 2021